# Francesc Senyal i Ferrer
Francesc Senyal i Ferrer (Castellbell i el Vilar, 14 de julio de 1897 - Ciudad de México, 28 de enero de 1975) fue un político, industrial y deportista catalán.

## Biografía
Era hijo de un trabajador de la fábrica de la colonia industrial Borràs, Francesc Senyal i Cases, que también se encargaba de la cafetería y de la sala de baile, y de Antònia Ferrer i Santamaria. Tuvo dos hermanos. En 1912, al quedar paralítico su padre, tuvo que hacerse cargo de la economía familiar y abandonar los estudios.
En su juventud, también mantenía una intensa actividad deportiva: jugaba al tenis, proclamándose campeón de Manresa y el Bages tres años consecutivos, como futbolista militó en el Centre d'Esports Manresa y el Fútbol Club Barcelona, y también practicó el alpinismo y el boxeo.
Como industrial regentó un taller de hojalatería en Manresa, en la carretera de Vic, y patentó diversos aparatos.

## Trayectoria política
Empezó fundando la Joventut Nacionalista de Manresa con, entre otros, Francesc Farreras, y en octubre de 1921 fue elegido presidente de la entidad. En 1923 se adhirieron a Acció Catalana. Cuando se clausuró la entidad durante la Dictadura de Primo de Rivera, Senyal y sus compañeros continuaron ejerciendo labores de oposición política en la clandestinidad.
A finales de 1929 fue miembro fundador del periódico republicano, catalanista y de izquierdas El Día de Manresa, que pronto se convirtió en órgano portavoz de Esquerra Republicana de Catalunya en Manresa. También fue miembro del Centre Republicà Catalanista, surgido de la fusión de Acció Catalana y Acció Republicana de Catalunya, y presidente de la Unió Catalanista Republicana.
Fue miembro de la Junta de Gobierno Republicana provisional de Manresa del 14 de abril de 1931.
Tras ingresar en ERC fue elegido diputado en las Elecciones generales de España de 1933 y en las de 1936, en estas últimas con ERC formando parte del Front d'Esquerres, que apoyaba al Frente Popular.
Durante la Guerra civil, entre septiembre y noviembre de 1936, fue subsecretario del Ministerio de Trabajo, Sanidad y Previsión Social a las órdenes de su compañero de partido Josep Tomàs i Piera. Al ser destinado éste a la embajada en Canadá, Senyal lo siguió como cónsul y agregado comercial en Montreal.
Una vez acabada la guerra se trasladó a Nueva York donde fue representante de la Standard Products Corporation. Estando allí, en 1961, colaboró decisivamente en la venta de un cuadro de Dalí (Eco antropomòrfic) por parte de Josep Tarradellas, quien quería, con la venta, solucionar parte de sus problemas económicos.
Posteriormente se exilió a México, donde colaboró muy activamente con el Orfeó Català de Mèxic y vivió hasta su fallecimiento en 1975.